# Brittiska Jungfruöarna vid världsmästerskapen i friidrott 2022
Brittiska Jungfruöarna tävlade vid världsmästerskapen i friidrott 2022 i Eugene i USA mellan den 15 och 24 juli 2022. Brittiska Jungfruöarna hade en trupp på fyra idrottare.

## Resultat

### Herrar
Gång- och löpgrenar
| Idrottare      | Gren           | Försöksheat | Försöksheat | Semifinal | Semifinal | Final            | Final            |
| Idrottare      | Gren           | Resultat    | Placering   | Resultat  | Placering | Resultat         | Placering        |
| -------------- | -------------- | ----------- | ----------- | --------- | --------- | ---------------- | ---------------- |
| Kyron McMaster | 400 meter häck | 49,98       | 20 0Q0      | 0DNS0     | 0DNS0     | Gick inte vidare | Gick inte vidare |

### Damer
Gång- och löpgrenar
| Idrottare         | Gren      | Försöksheat | Försöksheat | Semifinal        | Semifinal        | Final            | Final            |
| Idrottare         | Gren      | Resultat    | Placering   | Resultat         | Placering        | Resultat         | Placering        |
| ----------------- | --------- | ----------- | ----------- | ---------------- | ---------------- | ---------------- | ---------------- |
| Beyonce Defreitas | 200 meter | 23,81       | 42          | Gick inte vidare | Gick inte vidare | Gick inte vidare | Gick inte vidare |